# Bonnotte de Noirmoutier
La bonnotte (parfois orthographiée « bonote », « bonotte » ou « bonnote ») est une variété de pommes de terre précoce, spécialité de l'Île de Noirmoutier (France). Elle fait partie avec Sirtema, Lady Christl et Charlotte, des variétés cultivées pour la production de pommes de terre de primeur par la Coopérative agricole de Noirmoutier. Cette variété traditionnelle ancienne est inscrite sous le nom de « bonnotte de Noirmoutier » à la liste C (variétés de conservation) du catalogue officiel français des espèces et variétés depuis le 24 juin 2012. Sa maintenance (sélection conservatrice) est assurée par la Fédération nationale des producteurs de plants de pommes de terre (FNPPPT),.

## Histoire
Même si la bonnotte a fait la réputation de Noirmoutier depuis son introduction sur l'île dans les années 1920-1930 (à cette époque, on l'appelait « bounotte », « bonnette » ou « bonnet »), cette variété est en réalité originaire de Barfleur dans le département de la Manche. Cependant, trop fragile et exigeant d'être récoltée manuellement, elle ne supporte pas les effets de la mécanisation introduite dans les années 1960 et utilisée pour les autres variétés de pommes de terre. Sa production à grande échelle étant jugée non rentable, celle-ci est donc stoppée. On ne trouve alors la bonnotte que cultivée dans quelques jardins de l'île.
Une trentaine d'années plus tard, grâce aux recherches effectuées par l'Institut national de la recherche agronomique (INRA), l'espèce est régénérée et de nouveau commercialisée dès 1995 comme produit d'appel de la « Coopérative Agricole de Noirmoutier », même si actuellement elle ne représente que moins de 1 % de son activité (soit 5 hectares sur les 550 voués à la production de pommes de terre sur l'île qui représente un total de 13 000 tonnes),.

## Caractéristiques
De petit calibre, ronde, à chair ferme et tendre, ne se conservant que quelques jours, elle est cultivée dans une terre très sablonneuse, enrichie au goémon, rassemblée en buttes parallèles de 70 cm de large, technique de profilage du sol unique, dite du « billon », pour réchauffer et drainer le sol et donnant une aération maximale aux tubercules. Elle se récolte avant maturité à 90 jours, généralement parmi les premières commercialisées de l'année, début mai, grâce aux micro-climat de l'île (Gulf Stream), la bonnotte est fragile, ramassée à la main et sa production dépasse difficilement la centaine de tonnes.
Les premières récoltes sont parfois vendues aux enchères et peuvent atteindre des prix prohibitifs : le 20 avril 1996, lors d'une vente aux enchères à l'hôtel Drouot à Paris, un lot de 5 kg de bonnottes a été acheté par un particulier au prix de 15 000 francs (soit 500 € le kilogramme). En 2011, même si le cours de cette pomme de terre de choix s'est normalisé entre 5 et 6 euros le kg, elle reste la plus chère du marché. En 2012, elle s'est vendue à plus de 7 euros les 25 tubercules. Vite épuisée, elle se réserve déjà pour la récolte 2013.
La bonnotte se vend généralement la deuxième semaine de mai. Afin de conserver son goût iodé, ne pas trop la faire cuire. Elle se marie très bien avec des crustacés, du poisson ou avec une viande en croûte de sel.